# 2282 Andrés Bello
2282 Andres Bello eller 1974 FE är en asteroid i huvudbältet som upptäcktes den 22 mars 1974 av den chilenska astronomen Carlos R. Torres på Cerro El Roble. Den har fått sitt namn efter poeten Andrés Bello.
Den tillhör asteroidgruppen Flora.